# Susan Fiske
Susan Fiske (19 agosto 1952) è una psicologa statunitense, docente universitaria presso il Dipartimento di Psicologia dell'Università di Princeton.
È una psicologa sociale, che si occupa principalmente di cognizione sociale, stereotipi e pregiudizi. Dirige il laboratorio Intergroup Relations, Social Cognition, and Social Neuroscience all'Università di Princeton.

## Biografia
Susan Fiske è nata nel 1952. Suo padre era Donald W. Fiske (1916-2003), professore di psicologia presso la University of Chicago, noto per aver proposto insieme a Donald T. Campbell l'approccio multitrait-multimethod per valutare la validità di costrutto. Sua madre, Barbara Page Fiske (1917-2007), è stata una Civic Leader di Chicago. Ha un fratello maggiore, Alan Page Fiske, professore di antropologia alla UCLA.
Nel 1973 si è laureata con lode in Social Relations al Radcliffe College dell'Università di Harvard; nel 1978 ha ottenuto il Dottorato di Ricerca in psicologia sociale presso l'Università di Harvard.

## Ricerca
Durante la sua carriera ha proposto alcuni importanti modelli teorici, quali il Modello del Contenuto degli Stereotipi (SCM, Stereotype Content Model), la teoria del Sessismo Ambivalente e il Modello del Continuum della formazione delle impressioni.

### Modello del Contenuto degli Stereotipi
Lo Stereotype Content Model (SCM) è stato presentato nel 2002 da Susan Fiske insieme ai collaboratori Amy Cuddy, Peter Glick e Jun Xu. Ipotizza che due dimensioni primarie attorno a cui si articolano gli stereotipi sono calore e competenza , che rispondono a due domande fondamentali per gli esseri umani: l'intento del gruppo (amico o nemico?) e l'abilità di agire secondo questo intento (capace o non capace?).
Combinando queste due dimensioni, si crea uno spazio a quattro quadranti: alta competenza - alto calore (pregiudizio di ammirazione), bassa competenza - basso calore (pregiudizio di disprezzo), bassa competenza - alto calore (pregiudizio paternalistico) e alta competenza - basso calore (pregiudizio di invidia). Le prime due combinazioni sono univalenti, le ultime due ambivalenti; ognuna è caratterizzata da specifiche emozioni e comportamenti.
Stereotipicamente, lo status predice il livello di competenza (alto status - alta competenza e vice versa) mentre la competizione (vs. cooperazione) predice il livello di calore (competizione - basso calore, cooperazione - alto calore).
Inizialmente, l'SCM è stato sviluppato per comprendere la classificazione di gruppi all'interno della popolazione statunitense; tuttavia successivamente è stato applicato in molte regioni del mondo. I gruppi sociali descritti da ciascuna combinazione variano da paese a paese. Nella maggior parte dei casi, la propria classe sociale è considerata ad alto calore e alta competenza, mentre le persone povere e gli immigrati sono ritenuti a basso calore e bassa competenza.

### Teoria del Sessismo Ambivalente
Insieme a Peter Glick, nel 1996 ha proposto la Teoria del Sessismo Ambivalente che sostiene che l'atteggiamento verso le donne abbia sia una componente ostile (HS, hostile sexism) sia una componente benevola (BS, benevolent sexism).
Il sessismo ostile si riferisce a una pura antipatia verso le donne non tradizionali che competono ingiustamente con gli uomini, cercando di controllarli a livello sessuale e resistendo ai ruoli convenzionali. Il sessismo benevolo, invece, è un atteggiamento soggettivamente positivo, che comprende sentimenti di protezione e affetto, ma controllante e paternalistico verso le donne, che le apprezza ed esalta soltanto se permangono in ruoli tradizioni, subordinate agli uomini. Un esempio di frase legata a HS (trad. della scala ASI di Glick e Fiske) è "Una moglie non dovrebbe avere più successo nella sua carriera di quello che ottiene suo marito"; un esempio di BS, invece, è "Ogni donna dovrebbe avere un uomo che l'aiuti nei momenti difficili".
Entrambe le forme di sessismo servono a giustificare e mantenere nel tempo il patriarcato e i ruoli di genere tradizionali.
Sia gli uomini sia le donne possono avallare il sessismo ostile e benevolo. Tuttavia, gli uomini in media hanno punteggi più alti delle donne, specialmente per quanto riguarda il sessismo ostile; le donne tendono a rigettare il sessismo ostile ma spesso accolgono quello benevolo, soprattutto nei Paesi più sessisti. In ogni caso, premiando le donne quando si conformano allo status quo patriarcale, anche il sessismo benevolo danneggia la parità di genere.